# Csákányháza
Csákányháza (szlovákul: Čakanovce) község Szlovákiában, a Besztercebányai kerületben, a Losonci járásban. A Novohrad-Nógrád UNESCO Globális Geopark települése. 

## Fekvése
Fülektől 6 km-re délre fekszik.

## Története
A település a 13.-14. században keletkezett. 1439-ben "Chakanhaza" alakban említik először. Több nemesi család birtokolta. 1554 és 1594 között török hódoltsági terület volt, a szécsényi szandzsákhoz tartozott. A 17. században a harcok következtében elpusztult és a 18. század elején nemesi községként települt újra. Később adózó falu több birtokossal. 1828-ban 49 házában 481 lakosa élt, akik főként mezőgazdasággal foglalkoztak.
Fényes Elek szerint "Csákányháza, magyar falu, Nógrád vgyében, egy mély és szoros völgyben, 555 kath. lak. F. u. többen. Ut. p. Losoncz."
A trianoni békeszerződésig területe Nógrád vármegye Füleki járásához tartozott. 1938 és 1944 között újra Magyarországhoz tartozott.
Magyar tanítási nyelvű alsó tagozatos iskolájának (2009-ben) 49 tanulója volt.

## Népessége
| Év:            | 1994. | 2004.   | 2014.    | 2024.   |
| -------------- | ----- | ------- | -------- | ------- |
| Emberek száma: | 913   | 957     | 1153     | 1143    |
| Eltérés:       |       | +4,81 % | +20,48 % | -0,86 % |

| Év:            | 2023. | 2024.  |
| -------------- | ----- | ------ |
| Emberek száma: | 1125  | 1143   |
| Eltérés:       |       | +1,6 % |

1910-ben 786, túlnyomórészt magyar anyanyelvű lakosa volt.
2001-ben 931 lakosából 669 (71,9%) magyar, 157 cigány (16,9%) és 100 szlovák (10,7%) volt.
2011-ben 1111 lakosából 871 magyar, 98 szlovák és 34 cigány volt.
2021-ben 1126 lakosából 826 (+46) magyar, 147 (+25) szlovák, 134 (+244) cigány, 6 (+2) egyéb és 13 ismeretlen nemzetiségű volt.

## Nevezetességei
- Római katolikus temploma a 18. század második felében épült.
- Klasszicista kápolnája a 19. század elején épült.
- Árpád-Házi Szent Erzsébet kápolna.